# 瞿秋白寓所旧址

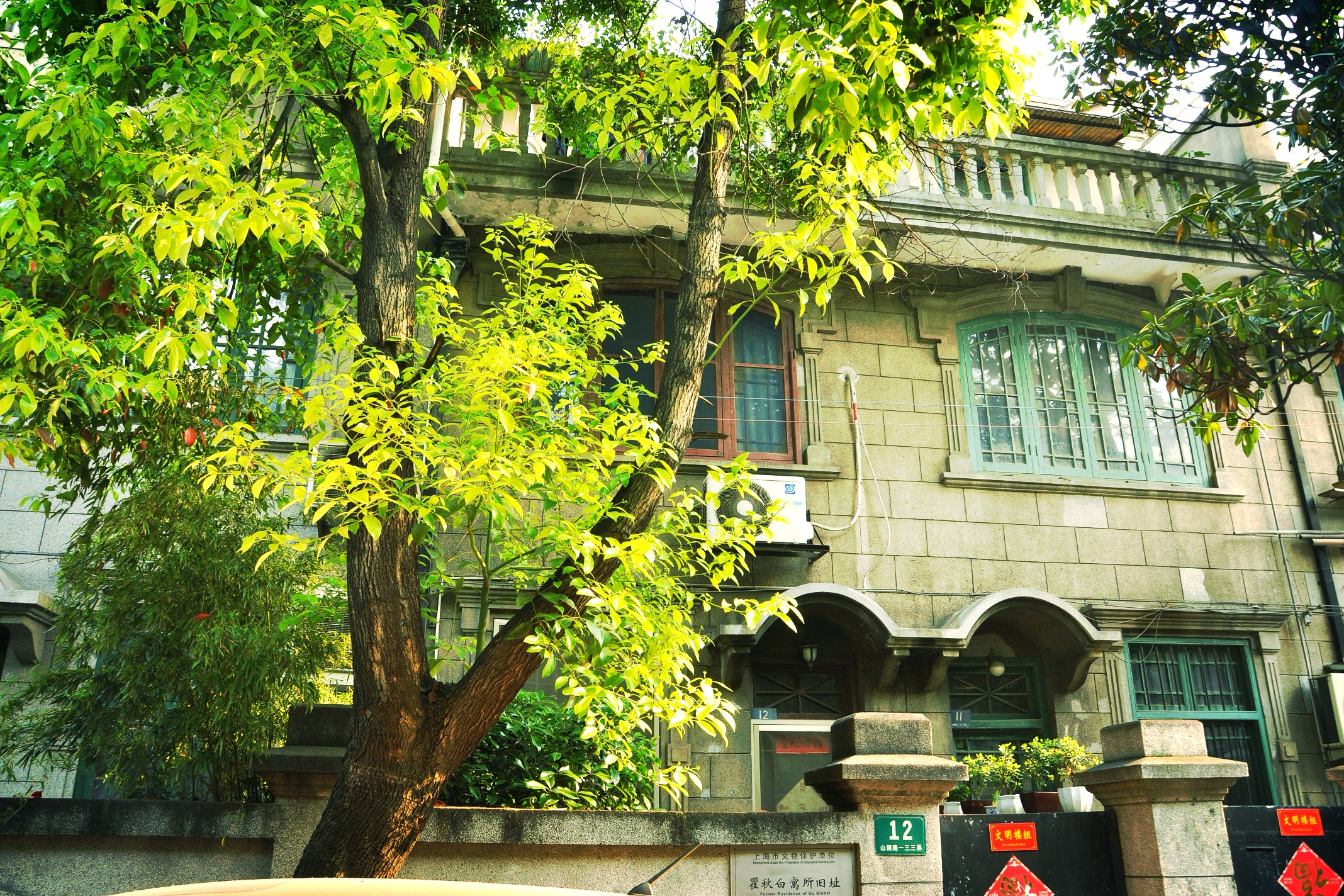

瞿秋白寓所旧址是中国上海的一处遗址纪念地，位于虹口区四川北路街道山阴路133弄12号。对面是山阴路132弄大陆新村。
此处原为上海公共租界越界筑路区，山阴路（原名施高塔路）133弄原名东照里，是一条石库门弄堂，房客多为日本人。1933年，已被解除中共党内一切职务的瞿秋白和妻子杨之华租赁东照里12号的亭子间居住。不久鲁迅也从附近的北四川路拉摩斯公寓搬到大陆新村9号居住，近在咫尺。次年瞿秋白离开上海，前往江西苏区。
1985年11月13日，瞿秋白寓所旧址被列为第三批上海市文物保护单位。